# Suprunkiwci
Suprunkiwci (ukr. Супрунківці, hist. pol. Supruńkowce) – wieś na Ukrainie, w obwodzie chmielnickim, w rejonie kamienieckim, w hromadzie Humenci. W 2001 liczyła 500 mieszkańców, spośród których 496 wskazało jako ojczysty język ukraiński, a 4 rosyjski.

## Urodzeni
- Hryhorij Hołoskewycz